# Pysämoerasmeer
Het Pysämoerasmeer, Pysäjänkanjärvi, is een meer in Zweden. Het meer ligt in de gemeente Kiruna ten  zuiden van het Pysämoeras. Het water in het meer komt uit een beek uit een moeras, dat meer naar het zuiden ligt en stroomt verder naar het noorden door het Pysämoeras naar het Pysämeer.
afwatering: meer Pysämoerasmeer → meer Pysämeer → Pysärivier → Torne → Botnische Golf